# Shillong
Shillong è una suddivisione dell'India, classificata come municipality, di 143.229 abitanti, capoluogo del distretto dei Monti Khasi Orientali, nello stato federato del Meghalaya di cui è capitale. In base al numero di abitanti la città rientra nella classe I (da 100.000 persone in su).

## Geografia fisica
La città è situata a 25°34′N 91°53′E e ha un'altitudine di 1.525 m s.l.m.. Sorge nei pressi dell'altopiano cui dà il nome.

## Società

### Evoluzione demografica
Al censimento del 2001 la popolazione di Shillong assommava a 132.876 persone, delle quali 66.129 maschi e 66.747 femmine. I bambini di età inferiore o uguale ai sei anni assommavano a 14.349, dei quali 7.204 maschi e 7.145 femmine. Infine, coloro che erano in grado di saper almeno leggere e scrivere erano 106.648, dei quali 54.580 maschi e 52.068 femmine.

## Cultura

### Media
A Shillong ha sede il quotidiano in inglese The Shillong Times, fondato nel 1945.